# Eva Dolan
Pour les articles homonymes, voir Dolan.
Eva Dolan, née dans l'Essex, est une femme de lettres britannique, auteure de roman policier.

## Biographie
Eva Dolan, originaire de l'Essex, est un temps critique littéraire de littérature policière.
En 2014, avec la publication de Les Chemins de la haine (Long Way Home), elle amorce une série consacrée aux enquêtes de deux détectives, l'inspecteur Zigic et sergent Ferreira. Dans ce premier titre, les deux héros tentent de trouver le meurtrier d'un travailleur immigré estonien qui a été brûlé vif : un crime haineux qui témoigne du racisme ambiant dans la petite ville britannique de Peterborough.

## Œuvre

### Romans

#### SérieInspecteur Zigic et sergent Ferreira
- Long Way Home (2014) Publié en français sous le titre Les Chemins de la haine, Paris, Éditions Liana Levi (2018), traduction Lise Garond  (ISBN 978-2-86746-990-9)[1]
- Tell No Tales (2016) Publié en français sous le titre Haine pour haine, Paris, Éditions Liana Levi (2019), traduction Lise Garond  (ISBN 979-1-03490-079-4)
- After You Die (2016)
- Watch Her Disappear (2017)
- Between Two Evils (2020)
- One Half Truth (2021)

#### Autre roman
- This is How it Ends (2018)
  - Publié en français sous le titre Les Oubliés de Londres, Paris, Editions Liana Lévi (2020), traduction Lise Garond  (ISBN 9-791-03490-231-6)

## Prix et distinctions

### Prix
- Grand prix des lectrices de Elle 2018 pour Les Chemins de la haine

### Nomination
- Les Chemins de la haine sélectionné pour le prix SNCF du polar 2019[2]
- Ian Fleming Steel Dagger Award 2020 pour Between Two Evils[3]